# Dischmabach
Der Dischmabach ist ein etwa 15 Kilometer langer Bach im Flusssystem der Albula. Er ist ein südöstlicher und linker Zufluss des Landwassers und entwässert das Dischma. Sein Einzugsgebiet liegt überwiegend auf dem Gebiet der schweizerischen Gemeinde Davos.

## Geographie

### Verlauf
Der Dischmabach weist zwei ebenbürtige Quellbäche auf. Der Dischmabach hat sein Quellgebiet in der Gegend des Scalettapasses (Dischmabach Quelle 1). Der andere Quellbach, der Furggabach, hat sein Quellgebiet an der Fuorcla da Grialetsch (Furggabach Quelle). Beide Quellbäche vereinigen sich bei Dürrboden (Dischmabach-Quellenvereinigung). Dann fliesst der Dischmabach in nordwestlicher Richtung durch das langgezogene und sanft abfallende Dischma und mündet zwischen Davos Dorf und Davos Platz in das Landwasser.

### Zuflüsse
Zuflüsse von der Quelle zur Mündung mit Längenangaben in km, Einzugsgebietsgrösse in km² und dem mittleren Abfluss (MQ) in m³/s
- Furggabach (rechts), 3,5 km, 6,35 km², 0,23 m³/s
- Riinertällibach (links), 4,1 km, 4,32 km²
- Rüedisch Tällibach (Rüedischbach) (links). 3,5 km, 3,04 km²

## Hydrologie

### Hydrologischer Hauptstrang
Innerhalb des Hinterrhein-Systems sind die Quellen des Dischmabachs mit etwa 72 km am weitesten vom Zusammenfluss von Vorder- und Hinterrhein entfernt. Nur die zum Vorderrhein-System gehörenden Quellen von Rein da Medel, Rein da Maighels und Rein da Curnera (etwa 74–76 km) weisen eine grössere Entfernung auf. Vor allem aber beginnt mit dem Furggabach via Dischmabach der hydrologische Hauptstrang des Alpenrheins, der von dem an jedem Zusammenfluss grösseren (wasserreicheren) Fluss gebildet wird (siehe auch Rheinquelle). Somit gehört der Dischmabach zu den wichtigsten Quellflüssen des Rheins.

### Hochwasser
Das mittlere Jahreshochwasser des Dischmabachs beträgt am Pegel Kriegsmatte 11,7 m³/s. Die höchste jemals gemessene Jahresspitze wurde 1975 registriert und betrug dort 19,1 m³/s.
Die Hochwasser-Wahrscheinlichkeiten für den Dischmabach gehen aus folgender Tabelle hervor:
| Jährlichkeit (Jahre) | 2    | 10   | 30   | 100  | 300  |
| --- | ---- | ---- | ---- | ---- | ---- |
| Abfluss (m³/s) | 11.4 | 15.8 | 17.8 | 19.5 | 20.8 |
| Anmerkung zu HQn: die Zahl entspricht dem Hochwasserdurchfluss (HQ = Hochwasserquantität) in m³/s, der sich – im Mittel – mit der angegebenen Jährlichkeit (n = Anzahl der Jahre) wiederholt. |      |      |      |      |      |